# معبد زيوس، أوليمبيا
معبد زيوس في أوليمبيا هو معبد يوناني قديم في أولمبيا، اليونان؛ يُكرس المعبد للإله زيوس. كان المعبد المبني في الربع الثاني من القرن الخامس قبل الميلاد نموذجًا للمعبد اليوناني الكلاسيكي المطوّر بالكامل لنظام دوريي.

## المكان
بُني معبد زيوس على موقع ديني قديم بالفعل في أولمبيا. تشكلت ألتيس -وهي عبارة عن حوش يحوي بستانًا مقدسًا وجثوة في الهواء الطلق وأضرحة لبيلوبس- لأول مرة خلال القرنين العاشر والتاسع قبل الميلاد، «العصور المظلمة» في اليونان، عندما انضم أتباع زيوس إلى أتباع هيرا.

## البناء
بدأ بناء المعبد نحو عام 470 قبل الميلاد ويقدر أنه تم الانتهاء منه في عام 457 قبل الميلاد. تولى المهندس المعماري ليبون من إليس بناء المعبد، وعمل بأسلوب دوريي.
بُني المعبد بشكل محيطي، مع شرفة في الجزء الأمامي من المعبد، وشرفة مماثلة في الحجرة الخلفية في المعبد. توضع المعبد على بلاطة مدرجة مؤلفة من ثلاث درجات غير متساوية، نُظمت الأعمدة الخارجية ضمن ستة أعمدة وثلاثة عشر صفًا، قسم صفين من سبعة أعمدة السيلا الداخلية إلى ثلاثة ممرات. يمكن رؤية محاكاة المظهر الأصلي للمعبد في معبد هيرا الثاني في بايستوم، والذي أخذ شكله بشكل دقيق.
زار باوسانياس الموقع في القرن الثاني الميلادي وذكر أنه بلغ ارتفاع المعبد حتى القوس في أعلى واجهته 68 قدمًا (20.7 مترًا)، وبلغ عرضه 95 قدمًا (29.0 مترًا)، وطوله 230 قدمًا (70.1 مترًا). وبُني بمحاذاة منحدر على الجانب الشرقي منه.
طُلي المعبد بطبقة رقيقة من الزخارف الجصية لإضفاء مظهر من الرخام كي يتلاءم مع الزخرفة المنحوتة، نظرًا إلى أن الهيكل الرئيسي كان من الحجر الجيري المحلي الذي كان غير جذاب وذا نوعية رديئة. سُقف المعبد ببلاط رخامي بنتلي، مقصوص بسماكة قليلة للغاية كي يعطي مظهرًا شفافًا، من أجل «سطوع ضوء يشبه ضوء المصباح التقليدي بقوة 20 واط عبر كل بلاطة من البلاطات البالغ عددها 1000 بلاطة» في أي يوم صيفي.
عُرض من حافة السقف 102 خرطوم مياه أو غرغول على شكل رأس أسد، مازال 39 منها موجودًا حتى الآن. تقدم التناقضات في أنماط الخراطيم أدلة على إصلاح السقف خلال الفترة الرومانية.

## تمثال زيوس
يضم المعبد تمثال زيوس الشهير، الذي كان أحد عجائب الدنيا السبع في العالم القديم. بلغ ارتفاع تمثال كريسيلفانتين (المصنوع من الذهب والعاج) نحو 13 مترًا (43 قدمًا)، وصنعه النحات فيدياس في ورشته في موقع المعبد في أوليمبيا. استغرق الانتهاء من التمثال حوالي 13 عامًا (470-457 قبل الميلاد) وكان أحد أكثر الأعمال الفنية تبجيلًا في اليونان الكلاسيكية.
تزامن تركيب التمثال الضخم مع تعديل كبير في السيلا؛ إذ فُككت الأعمدة الداخلية وقواعدها وغُيرت مواقعها، ما استلزم على الأرجح إعادة تثبيت السقف. غُطيت الأرضية الأصلية -المرصوفة بكتل كبيرة من الحجر الصخري- بجير مقاوم للماء، الأمر الذي ربما ساعد في حماية عاج التمثال من الرطوبة.